# Glinskoje (obwód wołogodzki)
Glinskoje (ros. Глинское) – wieś w Rosji, w rejonie czerepowieckim obwodu wołogodzkiego. W 2010 r. liczyła 16 mieszkańców.